# Челноков, Алексей Сергеевич
Алексе́й Серге́евич Челноко́в (род. 1959, Щецин, Польша) — советский и российский журналист, репортёр, публицист и издатель.
Совладелец «Издательской группы FLB» (совместно с С. В. Соколовым и С. Б. Плужниковым) (журналы «Страна и власть», «Компромат», «Интернет-сайт журналистских расследований FLB»).
Член Русского ПЕН-центра и Союза писателей России, член Союза журналистов России.

## Биография
Родился 15 июня 1959 года в Московской области.
В 1982 году окончил Московский энергетический институт.
С 1985 года — корреспондент многотиражной газеты «Подольский машиностроитель».
Начиная с 1987 года публиковался в газете «Русская мысль» (Париж).
С 1990 года — корреспондент газеты «Коммерсантъ», информационного агентства «Интерфакс», а также редактор информационного агентства «Постфактум» (один из первых проектов политтехнолога Г. О. Павловского).
Окончил Высшие литературные курсы при Литературном институте им. А. М. Горького, специальное отделение журналистского факультета МГУ им. Ломоносова, Православный Свято-Тихоновский гуманитарный университет (теология). Магистр теологии.
С 1992 года, работая корреспондентом газеты «Известия», Алексей Челноков освещал деятельность различных политических и религиозных радикальных группировок. В качестве специального корреспондента выезжал в «горячие точки» России, ближнего и дальнего зарубежья: в Приднестровье, Дагестан, Ингушетию, Чечню, Абхазию, Нагорный Карабах, Боснию, Сербию и др. Опубликовал ряд репортажей о деятельности неонацистской группировки, ставшей известной под названием «Легион Вервольф», члены которой совершили несколько жестоких преступлений, в том числе убийство. Первый раз в истории российской журналистики смог изнутри описать порядки в организации политических радикалов и даже организовать видеосъёмку совместно со швейцарской тележурналисткой Терезой Обрехт. Главарь «Легиона» для устрашения демонстрировал отрезанные уши члена группировки, который был убит за несколько дней до съёмки (май, 1994). «Легион Вервольф» стал первой в России группировкой, которая была признана в судебном порядке террористической организацией.
В 1997 года перешёл в издание «Совершенно секретно», занимался журналистскими расследованиями. После трагической гибели главного редактора Артёма Боровика вместе с группой коллег перешёл на работу в «Концерн масс-медиа СММ», являющийся владельцем «Литературной газеты». Работал в телепередаче «Человек и закон» (продюсер и ведущий Алексей Пиманов).
В 1999 году вместе с коллегами, бывшими сотрудниками газет «Известий» и «Комсомольская правда» С. В. Соколовым и С. Б. Плужниковым, Челноков создал электронное сетевое издание Бюро журналистских расследований FLB (FreeLance Bureau). Вскоре FLB получило скандальную известность, опубликовав огромный массив оперативной информации и компрометирующих материалов ("База данных СБ «Группы МОСТ»), собранный службой безопасности одного из влиятельнейших олигархов того времени В. А. Гусинского.
В последующие годы был заместителем главного редактора журнала «Компромат», выпустив несколько десятков номеров, где были представлены материалы о коррупции в России.
Автор и составитель около двадцати публицистических книг, выпущенных FLB совместно с издательством «Яуза» (серия «Компромат») с 2010 года. Книги посвящены самым актуальным проблемам российского общества: от кремлёвской «семьи» до коррумпированных чиновников, от нечистых на руку политиков до воров-олигархов, в том числе «„Крестная дочь“ Кремля. „Семейные“ тайны Татьяны Дьяченко», «Новая ЧК Путина. Чрезвычайное положение для России», «Сытый бунт», «Болевые приёмы Путина», «„Грязное белье“ Кремля. Разоблачение высших чиновников РФ», «Киевская хунта» и др. Государственный комитет телевидения и радиовещания Украины внёс книгу «Киевская хунта» в список запрещённых к ввозу изданий из России. Внесён в реестр Центра «Миротворец» (Украина) как лицо, совершившее «действия, направленные на насильственное изменение или свержение конституционного строя или на захват государственной власти, посягательство на территориальную целостность и неприкосновенность Украины».

Категория: тексты постмодернизма. Автор: Алексей Челноков. Серия: Компромат.

## Книги
- Челноков А. С. За что Лужкову дали по кепке? "Главный взяток". — М.: Яуза-Пресс, 2010. — 264 с. — (Компромат.ru). — 15 000 экз. — ISBN 978-5-9955-0222-7.
- Челноков А. С. "Чёрный список" олигархов. Разоблачение крупнейших состояний России. — М.: Яуза-Пресс, 2011. — 352 с. — (Компромат.ru). — 13 000 экз. — ISBN 978-5-9955-0247-0.
- Челноков А. С. Менты. Разоблачение главных беспредельщиков МВД. — М.: Яуза-Пресс, 2011. — 288 с. — (Компромат.ru). — 8100 экз. — ISBN 978-5-9955-0281-4.
- Челноков А. С. "Грязное бельё" Кремля. Разоблачение высших чиновников РФ. — М.: Яуза-Пресс, 2011. — 320 с. — (Компромат.ru). — 6000 экз. — ISBN 978-5-9955-0237-1.
- Челноков А. С. Грязная политика. Разоблачение государственной "элиты" РФ. — М.: Яуза-Пресс, 2011. — 320 с. — (Компромат.ru). — 6000 экз. — ISBN 978-5-9955-0300-2.
- Челноков А. С. ЖЭК —  Потрошитель. Разоблачение мафии ЖКХ. — Яуза-Пресс, 2011. — 256 с. — (Компромат.ru). — 5000 экз. — ISBN 978-5-9955-0322-4.
- Челноков А. С. Грязные выборы. «Голосуй – не голосуй…». — Яуза-Пресс, 2011. — 256 с. — (Компромат.ru). — 4000 экз. — ISBN 978-5-9955-0359-0.
- Челноков А. С. "Грязное бельё" Кремля 2012. Новые разоблачения. — М.: Яуза-Пресс, 2012. — 288 с. — ("Грязное бельё" Кремля). — 5500 экз. — ISBN 978-5-995-50425-2.
- Челноков А. С. ГазпрЕм. Как Россия "вылетает в трубу". — Яуза-Пресс, 2012. — 256 с. — (Компромат.ru). — 4100 экз. — ISBN 978-5-995-50376-7.
- Челноков А. С. Болевые приёмы Путина. Удушающий захват для России. — М.: Яуза-Пресс, 2012. — 256 с. — 4000 экз. — ISBN 978-5-995-50387-3.
- Челноков А. С. "Крёстная дочь" Кремля. "Семейные" тайны Татьяны Дьяченко. — М.: Яуза-Пресс, 2012. — 288 с. — (Компромат.ru). — 3500 экз. — ISBN 978-5-9955-0413-9.
- Челноков А. С. Сытый бунт. "Грязное бельё" оппозиции. — М.: Яуза-Пресс, Эксмо, 2012. — 288 с. — (Компромат.ru). — 3500 экз. — ISBN 978-5-9955-0463-4.
- Челноков А. С. Новая ЧК Путина. Чрезвычайное положение для России. — Эксмо, 2012. — 256 с. — (Компромат.ru). — 3000 экз. — ISBN 978-5-9955-0473-3.
- Челноков А. С. «Богородица, прогони!» Кто заказал «наезд» на Церковь?. — Яуза-Пресс, 2013. — 256 с. — (Политический скандал. Запретная правда о власти). — 4100 экз. — ISBN 978-5-9955-0572-3.
- Полторанин К. М., Челноков А. С. Давай, до свиданья! Как спастись от мигрантов. — М.: Яуза-Пресс, 2013. — 256 с. — (Полторанин разоблачает). — 4000 экз. — ISBN 978-5-9955-0598-3.
- Челноков А. С. Блудная дочь Кремля. Ксения Общак. — М.: Яуза-Пресс, 2013. — 256 с. — (Политический скандал. Запретная правда о власти). — 3000 экз. — ISBN 978-5-9955-0552-5.
- Полторанин К. М., Челноков А. С., Поставнин В. А. Россия не для русских? Косовский сценарий в Москве. — М.: Яуза-Пресс, 2013. — 320 с. — (Информационная война). — 2100 экз. — ISBN 978-5-9955-0697-3.
- Полторанин К. М., Челноков А. С., Поставнин В. А. Как убивают Россию. "Золотая Орда" XXI века. — М.: Яуза-Пресс, 2013. — 320 с. — ("Грязное бельё" Кремля). — 2000 экз. — ISBN 978-5-9955-0502-0.
- Челноков А. С. Путинский Застой. Новое Политбюро Кремля. — М.: Яуза-Пресс, 2013. — 288 с. — (Политический скандал. Запретная правда о власти). — 3500 экз. — ISBN 978-5-9955-0538-9.
- Челноков А. С. О чём не рассказал Сноуден. "Грязное бельё" спецслужб. — М.: Эксмо, 2013. — 256 с. — (Информационная война). — 5000 экз. — ISBN 978-5-99550-676-8.
- Полторанин К. М., Челноков А. С. Этническая катастрофа. Россия без русских?. — М.: Яуза-каталог, 2014. — 256 с. — (Информационная война). — 2000 экз. — ISBN 978-5-9067-1601-9.
- Полторанин К. М., Челноков А. С., Поставнин В. А. Россия не для русских? Косовский сценарий в Москве. — М.: Яуза-Пресс, 2014. — 320 с. — (Власть жуликов и воров). — 2000 экз. — ISBN 978-5-9067-1602-6.
- Челноков А. С. Киевская хунта. — М.: Яуза-Пресс, 2014. — 288 с. — (Контрпропаганда). — 2000 экз. — ISBN 978-5-9955-0758-1.
- Челноков А. С. Ксения Собчак. Проект «Против всех». — М.: Яуза-Пресс, 2018. — 286 с. — (Выборы 2018. Компромат против всех). — 5000 экз. — ISBN 978-5-9955-0976-9.
- Челноков А. С. Выборы 2018. Компромат против всех. — М.: Яуза-Пресс, 2018. — 290 с. — (Выборы 2018. Компромат против всех). — 5000 экз. — ISBN 978-5-9955-0982-0.